# (11155) Kinpu
(11155) Kinpu (1997 YW13) – planetoida z pasa głównego asteroid okrążająca Słońce w ciągu 3,47 lat w średniej odległości 2,29 j.a. Odkryta 31 grudnia 1997 roku.